# 30535 Sarahgreenstreet
30535 Sarahgreenstreet este o planetă minoră (asteroid) din centura de asteroizi. A fost descoperită pe 17 iulie 2001 la Stația Anderson Mesa de Lowell Observatory Near-Earth-Object Search și a fost numită după Sarah Greenstreet⁠(d). 
Obiectul prezintă o orbită caracterizată de o semiaxă mare de 1,9256306 UAi, o excentricitate de 0,03, o înclinație de 24,04486 ° în raport cu ecliptica.